# Sport Unie Brion-Trappers
Maillots
Le Sport Unie Brion-Trappers, plus communément appelée le S.U.B.T., est un club de football basé dans la ville de Willemstad dans l'île de Curaçao.
C'est le club curacien le plus titré avec 19 championnats de Curaçao et 5 championnats des Antilles néerlandaises.

## Palmarès
- Championnat de Curaçao (19) :
  - Champion : 1938-39, 1940-42, 1944-46, 1946-47, 1947-48, 1950, 1951, 1953-54, 1955-56, 1956, 1958-59, 1972, 1976-1977, 1978-1979, 1980, 1982, 1983, 1984 et 1985
  - Vice-champion : 1939-40, 1942-43, 1943-44, 1960, 1964, 1969, 1970, 1974-1975, 1981, 1990-91 et 2002
- Championnat des Antilles néerlandaises (5) :
  - Champion : 1969, 1981, 1983 (printemps), 1983 (hiver) et 1984
  - Vice-champion : 1960, 1972, 1975-1976, 1979-1980, 1982, 1990-91  et 2002

### Joueurs emblématiques
- Antoine Maduro